# An Taisce
An Taisce - The National Trust for Ireland est une organisation non gouvernementale environnementale irlandaise.

## Objectifs
Selon la présentation faite par l'organisation elle-même, son objectif est de « préserver et protéger le patrimoine naturel et architectural de l'Irlande ».

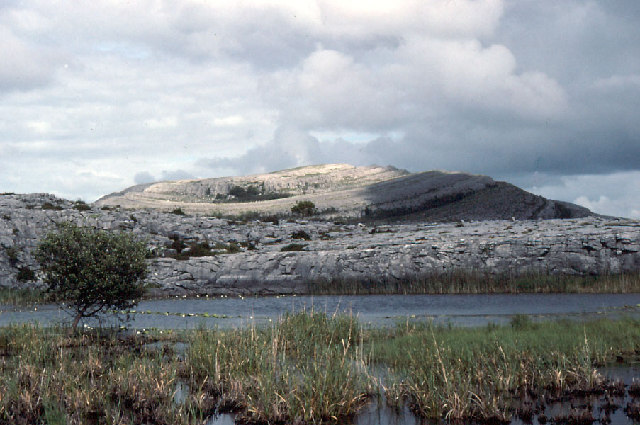
Mullach Mor, protégé par l'association. Photo Charles Nelson

## Histoire
Le premier président, élu en septembre 1948, est le naturaliste et écrivain Robert Lloyd Praeger.
Le 16 mai 2011, le conseil du comté de Clare a adopté une motion qualifiant An Taisce de « société secrète ».
En septembre 2015, le ministre Alan Kelly a rendu obligatoire la consultation de l'organisation pour la prise de décisions de certains organismes.
À partir de 2014, An Taisce s'est opposé aux tournages de la saga Star Wars sur l'île de Skellig Michael, inscrite au patrimoine mondial, en raison des dégâts en matière d'écologie et d'archéologie, et du risque que l'île devienne une destination touristique en raison du cinéma plutôt que de son histoire,.
À partir de 2017, l'organisation lutte contre la multiplication des hôtels à Dublin,.

## Gouvernance
De 2005 à 2009, l'organisation est présidée par Éanna Ní Lamhna. Le président actuel de l'organisation est Sean McDonagh. L'organisation compte un conseil composé de délégués issus des différents comtés irlandais, et un « conseil des directeurs » (board of directors) présidé par John Pierce.
L'organisation peut disposer de financements de la part de l'État irlandais, comme pour le label « Blue Flag », financé par Department of the Housing, Planning & Local Government.